# 神習教
神習教（しんしゅうきょう）は、美作国（現在の岡山県真庭市蒜山上福田）出身の神道家芳村正秉が1857年（安政4年）に立教し明治初期の神官教導職分離の時期に組織した神道教派で教派神道十三派の一つ。東京都世田谷区に法人の教庁を置く。管理する神社は桜神宮（さくらじんぐう）。
当時の神社や神道のあり方に対して問題意識を持っていた正秉が本来の神道の姿に復することを目的として形成され、神代より脈々と流れる伝統的な神道的価値観を教義の柱としている。天照大御神をはじめとして神道古典にある天津神、国津神を祀り、古事記、日本書紀ほかを所依の教典とする。

## 主祭神
天御中主神、高皇産霊神、神皇産霊神、伊弉諾尊、伊弉冉尊、天照大御神、歴代皇霊神、天神地祇

## 相殿神
国常立尊、大国主命、少彦名命、饒速日命、底筒男命、中筒男命、表筒男命、伊久魂大神、神武天皇霊神、孝明天皇霊神、豊受大神、倭姫大神、（主祭神の）荒魂神、正一位稲荷大神、天兒屋命、天鈿女神、御食津彦命、御食津姫命、菅原大神、水天宮大神、事比羅大神、十里大神、千代田稲荷大神、國玉稲荷大神、照玉稲荷大神、柿本大神、高富武秀彦命、妻山花秀姫命、玉高稲荷大神

## 沿革
大中臣の後裔で勤皇の志士であった芳村正秉が安政の大獄の直前（1857年（安政4年））幕府の手から逃れ鞍馬寺山門内の由岐（伎）神社拝殿下に一月の間籠り、同志の無残な死を悲しみ国を憂いつつ人間そのものに思いをいたしていると「芳村家は大中臣の後裔にして神道の家系である。他日大中臣の神道を継ぎ、これを世に明かせよ」との祖父の遺訓を祖母から教えられた時の光景が眼前に浮かび、大中臣神事の再興こそ自分の使命であると悟った。
大政奉還後、西郷隆盛の紹介により神祇官（後に教部省）に奉職。1873年（明治6年）1月27日には伊勢神宮に禰宜として奉職。神明奉仕をしながら出納課長、常務課長、神宮司庁東京出張所（後の東京大神宮）所長（1876年（明治9年）6月 - ）を経て筆頭禰宜となる。なお西郷の紹介により明治天皇に非公式に面会し幾度となく皇居に出向いている。相殿の祭神である千代田稲荷は、明治天皇に面会の際の道中で突然人力車が動かなくなり正秉に神託が下って祀るようになった。
伊勢神宮より転出した正秉には龍田大社宮司の辞令が出されるが、神官教導職の分離により神社が「国家の宗祀」(国家が祀るべき公的施設)となり神官による国民教化が出来なくなることを見越して、伊藤博文に妻子を預けて諸国の霊山に籠り家伝の神事遺法を修める等により自己の神道を確立。1880年（明治13年）、東京府に「神習教会」を設立、1882年（明治15年）5月10日一教特立を願い出て、明治天皇の勅許を得て「神道神習派」と改め、同年10月6日「神習教」と改称した。
教名は伊勢神宮奉職中、荒祭宮での月例祭の時に倭姫命から「汝が一教を立てる時には神習いの教えとせよ」と託宣が下ったことによる。また「教えの旨は『かみながら』とせよ」との託宣もあり、教旨を「かみながら」としている。
伊勢神宮退任の際には、正秉に信任を寄せる祭主久邇宮朝彦親王が御親ら天照大御神の神霊を御鏡に分霊してこれを授けた。
またこの頃、一位局（中山慶子）より依頼を受け、大正天皇の健康祈願を三百日間に亘って行っている。
1883年（明治16年）9月には、御嶽山の王滝口と黒沢口の社家に許可を得て御嶽三神（国常立尊、大己貴命、少彦名命）を神殿に合祀している。
1891年（明治24年）のアメリカの天文学者パーシヴァル・ローウェルが来日した際には、外務大臣陸奥宗光によって神習教が紹介され、正秉は敬虔なキリスト教徒だったローウェルに神道の教理を教えている。そして1893年（明治26年）にローウェルが二度目の来日をした際には、正秉の手配により内務省阿部社寺局長の添書きを携えて伊勢神宮へ赴き、正式参拝を行い外国人として初めて太々神楽を奉納している。
明治期の神習教の大祭には外務省、内務省の紹介並びにパーシヴァル・ローウェルの著書の影響により数百人の外国人が参拝している。
1915年（大正4年）1月21日に正秉は75歳で死去（従六位）。正秉の孫の忠明が管長を継承する。忠明は正秉がご祭神から受けた神託を遺言として奉じ教庁・神殿を現在の東京都世田谷区に移す。そして関東大震災・大東亜戦争を凌ぎ、1985年（昭和60年）に88歳で死去。忠明の孫の正德が管長を継ぎ規則変更により教主となり現在に至る。
創建の経緯、祭神、御霊代の由緒から「桜神宮」として、教庁の置かれている東京都世田谷区で地域住民の崇敬を受けている。

## 教典
古事記、日本書紀、宇宙の精神、惟神道問答、教苑花實、教憲十ヶ条。

## 歴代管長・教主
- 初代管長 芳村正秉（1839年9月19日 - 1915年1月21日）
- 二世管長 芳村忠明（1897年7月27日 - 1985年5月9日）
- 三世管長（初代教主） 芳村正德（1964年10月27日 - ）